# L'Aüt
L'Aüt és una muntanya de 2.532 metres que es troba al municipi de la Vall de Boí, a la comarca de l'Alta Ribagorça.
Aquest cim està inclòs al llistat dels 100 cims de la FEEC